# Психологический тренинг
Психологи́ческий тре́нинг — вид активного обучения навыкам поведения и развития личности. В тренинге участнику предлагают проделать те или иные упражнения, ориентированные на развитие или демонстрацию психологических качеств или навыков. Ключевым принципом, обеспечивающим эффективное обучение и развитие, является постоянное сочетание в тренинге всех форм деятельности: общение, игра, обучение, труд.     

Следует отличать психологические тренинги от групповой психотерапии.
Многие практики, формально называющие себя «психологическими тренингами», критикуют некоторые авторы как психокульты.